# Microdon manitobensis
Microdon manitobensis là một loài ruồi trong họ Ruồi giả ong (Syrphidae). Loài này được Curran mô tả khoa học đầu tiên năm 1924. Microdon manitobensis phân bố ở miền Tân bắc